# Gubbtjärnen (Säfsnäs socken, Dalarna)
Gubbtjärnen är en sjö i Ludvika kommun i Dalarna och ingår i Norrströms huvudavrinningsområde.